# Nutzpflanze

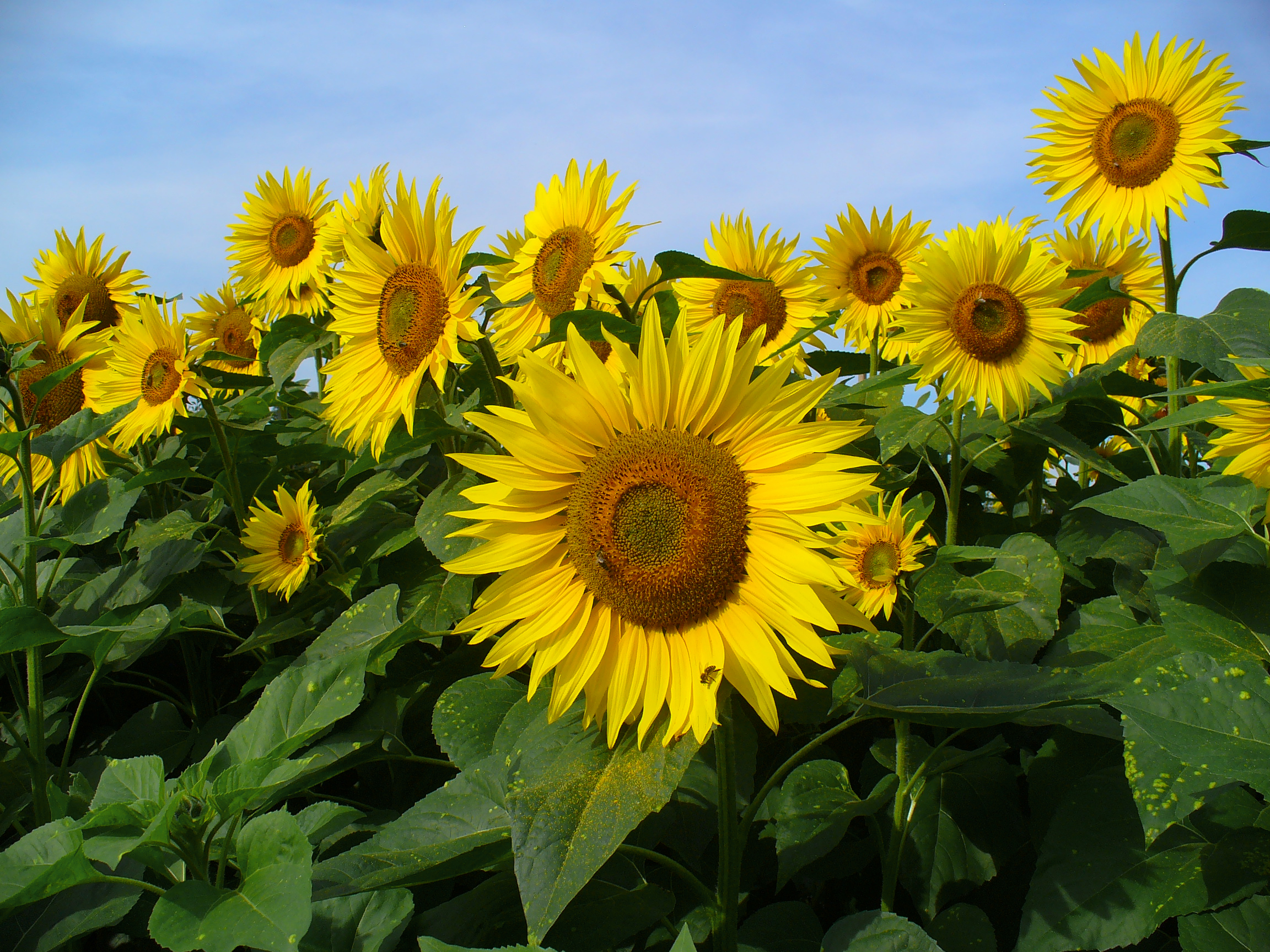
Sonnenblumen (Helianthus annuus)

Nutzpflanzen sind wild wachsende sowie Kulturpflanzen, die unter anderem als Nahrungsmittel, Genussmittel oder Heilpflanzen, als Viehfutter oder für technische Zwecke (nachwachsende Rohstoffe) Verwendung finden. Zierpflanzen dagegen bilden eine eigenständige Kategorie.

## Geschichte
Seit jeher machen Pflanzen einen großen Teil der Nahrung des Menschen aus. Auch als Genussmittel, Rauschdrogen und Heilpflanzen werden sie wohl schon sehr lange genutzt. Außerdem liefern sie Fasern, Farbstoffe, Holz und viele andere Materialien, aus denen sich Gegenstände herstellen lassen. Ursprünglich wurden alle Nutzpflanzen in der Natur gesammelt. Der Übergang zum Ackerbau vollzog sich in mehreren Stufen. Zunächst wurden Menschen zeitweilig sesshaft, wo es große natürliche Bestände von nutzbaren Früchten gab, in Europa etwa Bucheckern oder Kastanien, und begannen mit der Vorratshaltung. Eine weitere Stufe war die Halbkultur, bei der natürliche Pflanzenbestände schonend geerntet und ihre Regeneration durch künstliche Vermehrung gefördert wurde.
Der regelrechte Anbau von Nahrungspflanzen begann vor etwa 15.000 Jahren mit dem Hackbau in den Tropen. In der bei Jägern und Sammlern üblichen extraktiven Wirtschaft braucht ein Mensch ein Gebiet von etwa 20 Quadratkilometern, in dem er auf der Suche nach Nahrung umherzieht. Auf der Grundlage eines regelmäßigen Ackerbaus können auf derselben Fläche gut 6000 Menschen leben. Dieser gravierende Umschwung wird als neolithische Revolution bezeichnet. Die ersten Hochkulturen wurden durch die Entwicklung der Bewässerung in großen Flusstälern und durch die Domestikation von Haustieren wie Rindern und Pferden möglich.
Im Nahen Osten (Fruchtbarer Halbmond) wurden vor 8.000 bis 10.000 Jahren die Wildgetreide Einkorn und Emmer in Kultur genommen, aus denen später der Dinkel und der Weizen hervorgingen. Zu den ältesten Getreidearten in dieser Region gehört auch die Gerste. Etwa zeitgleich erfolgte die Domestikation von Reis in China, und parallel trat in Mexiko der Mais auf.
Da mit den traditionellen Anbaumethoden Hungersnöte nicht verhindert werden konnten, entstanden ab dem 18. Jahrhundert Forschungs- und Lehranstalten der Pflanzenbauwissenschaften. Die jährlichen Erträge der Nutzpflanzen wurden seitdem durch systematischen Pflanzenbau, Pflanzenschutz sowie Pflanzenzucht gesichert und erhöht.
Seit den 1980er Jahren wird zur Unterstützung der Pflanzenzucht auch die Gentechnik angewandt. Der Anbau von GVO-Nutzpflanzen erfolgt in den USA auf mehr als 100 Mio. ha (2006). In Europa dagegen ist der GVO-Anbau umstritten und rechtlich eingeschränkt.

## Nutzung heute
Derzeit (Stand 1999) werden etwa 20.000 Arten, also gut 5 % der Gesamtzahl beschriebener Arten, vom Menschen genutzt. Von diesen werden etwa 4900 Arten kultiviert. Etwa 150 Arten haben eine besondere Bedeutung, weil sie zusammen etwa 90 % des Nahrungsbedarfs der Weltbevölkerung decken.
(siehe: Die wichtigsten Nutzpflanzen nach Erntemenge)